# Space Invaders DX
Space Invaders DX (スペースインべーダーDX?, Supēsu Inbēdā DX) è un videogioco arcade della Taito appartenente alla serie di Space Invaders, pubblicato nel settembre 1994 in commemorazione del 15° anniversario del franchise. Esso viaggia sulle schede madre B System ed F3 System.
Venne convertito per le seguenti piattaforme: SNES (come Space Invaders: The Original Game), Sega Saturn, PC Engine CD e PlayStation, quest'ultima con il nome di THE Invader e come parte della serie Simple 1500 Series di D3 Publisher.
La versione emulata è inclusa all'interno della raccolta per PC, PlayStation 2 e Xbox Taito Legends 2.

## Modalità di gioco
Space Invaders DX contiene una versione aggiornata dell'originale Space Invaders insieme a diverse altre funzionalità aggiuntive. Come nell'originale, il giocatore controlla un cannone mobile situato nella parte inferiore dello schermo, che deve distruggere ogni formazione di invasori prima che conquistino con successo la Terra. Le formazioni marciano verso il basso spostandosi sul lato dello schermo e poi verso il basso. Il cannone può sparare solo un colpo alla volta e deve attendere prima di scontrarsi con un nemico o uscire dallo schermo. Gli invasori diventano più veloci man mano che ne vengono distrutti di più. Quattro scudi sono posizionati sopra il giocatore, che può nascondersi dietro di essi per proteggersi dal fuoco nemico; tuttavia, gli scudi vengono danneggiati quando vengono colpiti dal fuoco degli invasori o del giocatore. Un UFO apparirà occasionalmente verso la parte superiore dello schermo, che può essere abbattuto per punti bonus.
DX consente al giocatore di selezionare uno dei quattro diversi tipi di gioco; un monitor in bianco e nero, un monitor a colori, una versione che posiziona falsi strati di cellophane sullo schermo per imitare il colore e un tipo "riflettore" che presenta una ricreazione dello sfondo trovato nei cabinati verticali di Space Invaders. È presente anche una modalità contro due giocatori, in cui competono tra loro distruggendo infinite ondate di invasori finché la base dell'altro lato non viene distrutta abbastanza volte. Sparare agli invasori colorati provoca vari effetti, come far scendere di livello gli invasori dell'avversario o aggiungere una fila extra di invasori al loro lato. La versione arcade presenta una "Parody Mode" che sostituisce i personaggi con quelli di altri franchise Taito, tra cui Bubble Bobble, Arkanoid e Darius. Le versioni Sega Saturn e PC Engine CD aggiungono una nuova modalità chiamata "Kawaii Mode", che sostituisce gli sfondi con personaggi in stile anime e cartoni animati e una colonna sonora arrangiata, pur presentando lo stesso gameplay di Space Invaders.

## Accoglienza
La versione SNES di Space Invaders DX è stata accolta con un'accoglienza polarizzante al momento della sua uscita e retrospettivamente, con lamentele comuni sulla sua mancanza di contenuti e qualsiasi aggiunta di una versione rifatta del gioco. A molti è piaciuta la modalità multigiocatore e le opzioni visive del gioco, oltre al fatto che fosse una buona versione del gioco nel complesso.
La rivista tedesca Mega Play ha confrontato sfavorevolmente la versione CD del PC Engine con Galaga '88 e il precedente Space Invaders: Fukkatsu no Hi, criticandone il gameplay e la mancanza di funzionalità. Inoltre ha applaudito la modalità multigiocatore e la qualità della conversione, consigliandola vivamente ai fan della serie. Nintendo Power la pensava più o meno allo stesso modo, affermando che i fan dell'originale avrebbero apprezzato la qualità del pacchetto stesso e le sue funzionalità multigiocatore, affermando anche che coloro che non avevano molta esperienza con la serie non avrebbero apprezzato il suo gameplay ripetitivo e la mancanza di contenuti. La rivista Famitsū non ha gradito la versione per Sega Saturn perché non presentava alcuna versione aggiornata dell'originale, a parte le modalità multigiocatore e "Kawaii", entrambe apprezzate per la loro unicità. AllGame ha affermato che Space Invaders è "intrinsecamente divertente in tutte le sue incarnazioni", apprezzandone la modalità multigiocatore e la qualità complessiva del pacchetto. Hanno aggiunto che Taito avrebbe dovuto includere anche Space Invaders Part II e si sono sentiti tiepidi nei confronti della mancanza di una versione rifatta con grafica e suoni aggiornati. Retro Gamer ha applaudito molto la modalità multigiocatore della versione per PlayStation, trovandola superiore a quelle di altre versioni dei giochi.